# 伊拉苏火山
伊拉苏火山是哥斯达黎加的一座活火山，位于卡塔戈省省会卡塔戈附近的中央山脉，也是哥国海拔最高的活火山。

## 名字来源
伊拉苏火山的名字可能来源于（点）和（雷）的组合，或者来源于火山山腰上的一个村的名字的变体。在哥斯达黎加它也被称作（巨人），因为过去它的喷发曾导致多次灾难。

## 喷发
在古代，伊拉苏火山曾经多次喷发，从1723年第一次有明确记载的喷发开始至今已经至少有23次。近来它最著名的一次喷发开始于1963年，竟然一直持续到1965年。1963年火山开始喷发的那天正赶上时任美国总统约翰·菲茨杰拉德·肯尼迪对哥斯达黎加进行国事访问，火山喷发波及到了首都圣何塞，哥斯达黎加的中央高地大部分都沾上了火山灰。
1963至1965年喷发过后，伊拉苏火山进入休眠期，但频繁的地震活动显示火山底下的岩浆仍然在活动。在1994年由于大量雨水降落在火山山腰上，发生了一次小型的水蒸气喷发，导致微弱的热液系统迅速减压。

## 旅游

伊拉苏火山湖

伊拉苏火山的山顶上有数个火山口，其中一个火山口形成了一个可变深度的绿色湖泊迭戈-德拉哈亚（Diego de la Haya）。从哥斯达黎加首都圣何塞去伊拉苏火山旅游很方便，有一条道路从山脚下直通山顶，而且每周都有公交车载客上山。因而它成为了一个著名的旅游景点。火山也干扰了圣何塞数个电视台的信号发送。
晴朗的日子里，在山顶有可能看见太平洋和大西洋。不过，这种晴朗的日子非常少，大部分时间里山顶都会被云层所覆盖。

## 地质

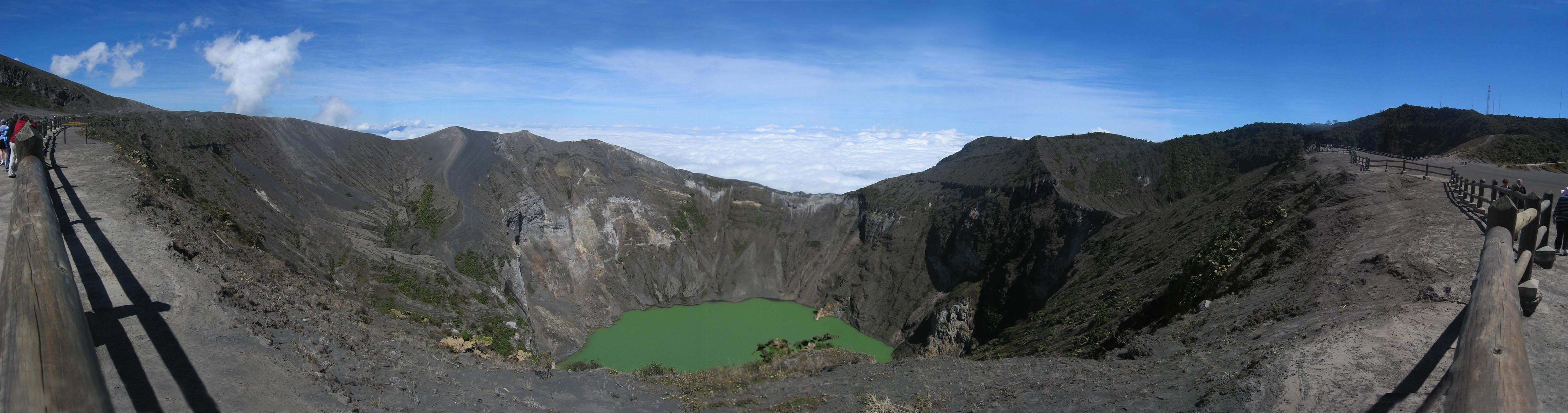
Panorama of Irazú Volcano.

伊拉苏火山是一个大型的火山群（面积500平方公里），它的形状是不规则的半圆锥形，温度在-3 到-17 之间摆动。伊拉苏火山是一座成层火山，海拔3432米。它的五个火山口很容易区别。最主要的活动的火山口有两个：大火山口和迭戈-德拉哈亚火山口。大火山口几乎是正圆形的，它的火山壁非常倾斜，直径1050米，深300米。迭戈-德拉哈亚火山口直径600米，深100米。其余三个火山口是普拉亚-埃尔莫萨（Playa Hermosa）、拉古纳（La Laguna）和皮罗克拉斯提科（El Piroclastico）。
伊拉苏火山是从西北方向穿越哥斯达黎加北部和中部的十座第四纪火山中最南的一座。放射测年显示它已经存在了至少854,000年，570,000年前就开始喷发，而最近的活跃期是从136,000年前至今。它最近的活动包括熔岩伴随着斯特隆博利式喷发和射气熔岩喷发而流动。熔岩的类型有玄武岩和安山岩两种，不同的熔岩类型暗示伊苏拉火山有两个不同的熔岩库。